# Bruno Ledoux
Bruno Ledoux (1 oktober 1964) is een Franse zakenman, filmproducent en verzamelaar.
Hij is vooral bekend als hoofdrolspeler bij de redding van de krant Libération. Van 2011 tot 2014 was hij grootaandeelhouder en in 2014 werd hij voorzitter van de raad van toezicht van de krant.
In 2015 was hij een van de oprichters en minderheidsaandeelhouders van Altice Media Group, die naast Patrick Drahi eigenaar is van de perstitels Libération, l'Express, l'Expansion, l'Étudiant, het nieuwskanaal I24 en vele andere media. 
Hij is ook grootaandeelhouder van de krant Le Nouvel Économiste en Agate Météo, een bedrijf gespecialiseerd in weersvoorspellingen en expertise.